# Nomada sayi
Nomada sayi là một loài Hymenoptera trong họ Apidae. Loài này được Robertson mô tả khoa học năm 1893.